# Charles Finney
Para el novelista estadounidense, véase Charles G. Finney.
Charles Grandison Finney (29 de agosto de 1792 – 16 de agosto de 1875), llamado “El más importante restauracionista estadounidense”, fue un líder del segundo gran despertar cristiano de Estados Unidos, que tuvo un profundo impacto en la historia social de los Estados Unidos.

## Biografía
Charles nació en Warren, Connecticut, y era el menor de siete hermanos de una familia de granjeros. Finney nunca asistió a la universidad. Sin embargo, su elevada estatura, sus ojos azules, su habilidad musical, y capacidades de líder le permitieron destacar en su comunidad. Estudió como aprendiz de abogado, pero después de haberse convertido a la fe mediante una experiencia dramática en Adams, Nueva York a la edad de 29, Finney se convirtió en ministro de la iglesia Presbiteriana.
Finney se mudó a Nueva York en 1832 donde fue pastor en la capilla Presbiteriana libre de la calle Chatham y más adelante fundó y fue pastor del Broadway Tabernacle, hoy conocida como Iglesia Unida de Cristo en Broadway. Las presentaciones claras y lógicas de Finney del mensaje del Evangelio atraían a numerosos fieles. Algunas estimaciones afirman que su mensaje convirtió a más de 500.000 personas. Finney era conocido por sus innovaciones al predicar y en la conducción de reuniones cristianas, tales como permitir que las mujeres oraran en público y el establecimiento de la "banca ansiosa," un sitio donde podían acudir a orar aquellas personas que estaban pensando convertirse al cristianismo.
Además de ser un exitoso predicador evangelista cristiano, Finney se involucró con el movimiento abolicionista y frecuentemente desde su púlpito denunciaba la esclavitud. A partir de mediados de la década de 1830 Finney le niega la comunión a los propietarios de esclavos. Antes de su conversión, Finney había sido un miembro de la masonería (al igual que la mayoría de los abogados de ese tiempo), aunque luego se convertirá en un feroz oponente de la masonería, y escribe un largo libro atacándola titulado The Character, Claims, and Practical Workings of Freemasonry".
En 1835, se mudó a Ohio donde trabajó de profesor, y luego fue presidente del Oberlin College entre 1851 – 1866. Oberlin era un importante terreno para desarrollar el movimiento que pondría fin a la esclavitud, y uno de los primeros colegios estadounidenses donde se educó en forma conjunta a hombres de razas blanca y negra.

## Influencia de Finney en los movimientos cristianos estadounidenses
Como nación nueva que era, durante el siglo XIX Estados Unidos estaba sintiendo los efectos de un gran movimiento social, y durante este período se vio el nacimiento de un gran número de movimientos cristianos independientes restauracionistas, tales como los Mormones(1830), el Millerismo (a partir de 1830) y otros movimientos derivados como los Testigos de Jehová (1870), y la Iglesia Adventista del Séptimo Día (1863). La expansión de la nación hacia el oeste trajo consigo una plétora de oportunidades y predisposición para considerar nuevas ideas, una actitud que influenció las creencias de la gente.
Finney fue el restauracionista cristiano más exitoso durante este período, y en esta zona en particular. Mientras que grupos como los Testigos de Jehová, Mormones, y Adventistas del Séptimo día se convirtieron en exclusivos y cerrados, Finney era muy admirado y ejercía una significativa influencia sobre los cristianos en general. Finney nunca estableció su propia iglesia o culto, y nunca se arrogó ninguna característica especial de liderazgo profético que lo elevara por sobre otros evangelistas o restauracionistas.
Aquellas denominaciones cristianas que eran más flexibles como los bautistas y Metodistas, tuvieron éxito en captar muchos de los convertidos por Finney a sus iglesias, mientras que aquellas iglesias más tradicionales como los presbiterianos no tuvieron tanto éxito.

## Teología de Finney
Finney tuvo una influencia primaria en el estilo de “renacimiento” de la teología que surgió en el siglo XIX. A pesar de provenir del calvinismo, Finney rechazó varios puntos del “viejo calvinismo divinista” que consideraba que no estaban de acuerdo con la Biblia además de que parecían oponerse al evangelismo y a la misión de los cristianos.
En su teología Finney se oponía a la doctrina calvinista como lo expresa en su obra "resurgimientos religiosos". En esta obra, él sostiene que la salvación se basa en la voluntad humana de arrepentirse y no es impuesta por Dios sobre las personas en contra de la voluntad de ellas.
Su rechazo al calvinismo no fue total. En su obra Teología sistemática, Finney abraza la doctrina calvinista de la "Perseverancia de los Santos" aunque acota que "He tenido grandes dudas en formarme y expresar mi criterio con respecto a la [Perseverancia de los Santos], mucho más que con cualquier otro tema de la teología"
Quedan preguntas sobre cómo es que Finney veía el significado de la muerte de Jesús en la cruz. Su opinión es compleja.
Además de hacer de la muerte de Cristo la pieza central de la justificación, más bien que de la obediencia de Cristo, la interpretación de Finney de la expiación era que satisfizo la “justicia pública” y que abrió las puertas para que Dios perdonase a la gente sus pecados. Ésta era la opinión de los seguidores de Jonatán Edwards, el así llamado Nueva Divinidad que era popular en aquella época. En esta interpretación, la muerte de Cristo satisfizo la justicia pública más bien que una justicia de retribución. Finney decía que no era una “transacción comercial”. Esta interpretación, conocida típicamente como el punto de vista gubernamental u opinión moral del gobierno, se diferencia del punto de vista calvinista en donde los sufrimientos de Jesús igualan la cantidad de sufrimiento que los cristianos experimentarían en el infierno.